# Clips (програма)
Clips — мобільний відеоредактор, створений Apple Inc. Він був безкоштовно випущений в App Store для iOS 6 квітня 2017 року. Спочатку він був доступний лише на 64-бітних пристроях на базі iOS 10.3 або новіших версій; починаючи з версії відеоредактора 3.1.2, для його роботи потрібна iOS 15.0 або новіша версія операційної системи. Apple описує його як програму для «створення та обміну веселими відео з текстом, ефектами, графікою тощо»..

## Особливості
Після запуску програми користувачем, Clips вмикає фронтальну камеру. Програма дозволяє користувачеві створювати новий кліп, натискаючи червону кнопку запису, або використовувати фотографії чи відео з бібліотеки фотографій пристрою. Після запису відео його можна додати до шкали часу проєкту в нижній частині екрана. Користувач може поділитися своїм проєктом у соціальних медіа. Користувач також може додавати фільтри та ефекти до проєкту. «Живі титри» (доступні в кількох стилях) також можна додати із записаною голосовою доріжкою.